# Hugo Chávez
Hugo Rafael Chávez Frías (Sabaneta, Barinas, 28 de juliol de 1954 - Caracas, 5 de març de 2013) fou un polític i militar veneçolà, president de Veneçuela des del 2 de febrer de 1999 fins a la seva mort.

## Primers anys
Era fill dels mestres Hugo de los Reyes Chávez i Elena Frías. Es va casar dues vegades i era pare de quatre fills. Va fer estudis professionals a l'Acadèmia Militar de Veneçuela i de ciències polítiques a la Universitat Nacional Experimental Simón Rodríguez (UNESR). Estava condecorat en diverses ocasions i tenia el grau militar de tinent coronel.
El 1982, va fundar clandestinament amb altres militars el Moviment Bolivarià Revolucionari-200 (MBR-200), d'esquerres i nacionalista. Postulat com a candidat, i amb el suport de diferents partits d'esquerres, guanyà les eleccions del 6 de desembre de 1998 i es va convertir en el 53è president de la República.

## Carrera militar

### ElCaracazo
A la darreria dels anys 80, el president veneçolà Carlos Andrés Pérez aplica un pla de xoc neoliberal sota els dictats del Fons Monetari Internacional (FMI). El president Carlos Andrés Pérez va reprimir la revolta ordenant a l'exèrcit la seva dissolució a trets i causant entre 300 i 3000 morts, segons les fonts.

### La insurrecció de 4 de febrer de 1992
El 4 de febrer de 1992 un grup de militars dirigit per Chávez protagonitza un cop d'estat contra el govern de Carlos Andrés Pérez. El cop fracassa, i Chávez, després d'exposar breument els motius de la seva insurrecció i d'assumir la responsabilitat dels fets, anuncia la seva rendició en un discurs televisat, "per evitar un vessament de sang innecessari" segons les seves paraules. L'intent colpista, sense precedents des que el 23 de gener de 1958 un moviment cívico-militar havia enderrocat la dictadura de Marcos Pérez Jiménez, tot i anar dirigit aquesta vegada contra un règim constitucional, va ser acollit amb entusiasme per una part considerable de la població. Chávez va ser immediatament empresonat i reclòs a la presó de Yare, pendent de judici.
El 27 de novembre del mateix any un altre grup de militars descontents protagonitza un nou intent de cop d'estat que també fracassa, tot i l'onada de protestes al carrer. Entre les seves reivindicacions hi havia l'alliberament de Chávez. Tanmateix, pocs mesos després el parlament destitueix el president Carlos Andrés Pérez per malversació de fons.

### El govern de Rafael Caldera
El 1994, el nou president Rafael Caldera compleix la seva promesa electoral i acorda el sobreseïment del procés obert contra Chávez. Ja en llibertat Chávez funda l'organització política Moviment Cinquena República (MVR per les seves sigles en castellà) i comença a recórrer el país explicant la seva proposta de convocatòria d'una Assemblea Nacional Constituent per tal de regenerar el país i difonent un ideari nacionalista fonamentat en el pensament del líder de la independència Simón Bolívar així com diverses propostes progressistes.

## Primer mandat presidencial (1999-2001)

### La victòria electoral de 1998 i el procés constituent
Postulat candidat a la presidència de la República pel MVR, i amb el suport de diferents partits d'esquerres, el 6 de desembre de 1998 Chávez guanya les eleccions imposant-se al candidat de consens dels partits tradicionals (COPEI i Acción Democrática), Henrique Salas i a l'ex-miss univers Irene Sáez. Comença el procés conegut com a Revolució Bolivariana, que pretén construir una coalició interamericana per implementar el bolivarianisme, una economia nacionalista dirigida per l'estat.
Chávez convoca les eleccions a l'Assemblea Nacional Constituent, eleccions en les quals s'imposen les forces polítiques que li donen suport. Després d'un intens i accelerat debat, la nova constitució s'aprova en referèndum el 16 de desembre de 1999 entrant en vigor pocs dies després. Es tracta d'una constitució democràtica que estableix àmplies garanties en la protecció dels drets humans, que reafirma el caràcter públic de Petróleos de Venezuela (PDVSA, principal empresa petroliera estatal), que permet l'adopció de polítiques econòmiques de tots els signes i que garanteix i amplia els drets socials i polítics, inclosos els drets ambientals, els dels pobles indígenes i les reivindicacions del moviment feminista. Així mateix introdueix innovadors mecanismes de democràcia participativa.
Fruit d'aquesta constitució el juliol de 2000 es convoquen noves eleccions per renovar els òrgans de l'estat. Les forces que donen suport a Chávez tornen a imposar-se i ell és reelegit en el càrrec.

## Segon mandat (2001-2006)

### Primeres mesures de govern i aprovació de les lleis habilitants
Entre les primeres mesures del govern de Chávez destaca el rellançament de l'Organització de Països Exportadors de Petroli (OPEP) contribuint d'aquesta manera a fer que el preu del petroli recuperés progressivament el valor que havia perdut en els anys precedents; fet que va comportar un important increment d'ingressos per al país (cal tenir en compte que Veneçuela és el quart productor mundial i el segon de l'OPEP) i que va permetre al país començar a recuperar-se de la crisi econòmica dels anys precedents.
Paral·lelament Chávez es manifesta contrari a l'Acord de Lliure Comerç de les Amèriques (ALCA) propugnat pels Estats Units; i aposta per començar a treballar conjuntament amb els altres països de la zona en un projecte d'integració llatinoamericana. Així mateix subscriu diversos acords de col·laboració amb Cuba.
Davant dels atemptats de l'11 de setembre de 2001 a Nova York i Washington DC, Chávez els condemna amb fermesa però també critica durament els bombardeigs nord-americans sobre l'Afganistan i la mort de civils innocents, guanyant-se encara més l'antipatia dels Estats Units.
En l'àmbit interior, posa en marxa l'anomenat Plan Bolívar 2000 orientat a la realització d'un seguit d'infraestructures bàsiques, pla en el que va participar activament l'exèrcit, davant les crítiques d'alguns sectors opositors.
Així mateix comença una tímida reforma agrària redistribuint entre les cooperatives de camperols les terres estatals que estaven sense treballar. Aquest procés de reforma agrària es comença accelerar amb l'aprovació per part del president de les 49 "lleis habilitants", mitjançant un procés legislatiu previst a la constitució que guarda moltes similituds amb el decret llei.
L'aprovació d'aquestes lleis, va aixecar una onada de protestes per part de l'oposició, que en criticava tant el procediment extraordinari, com el contingut, especialment pel que fa a la Llei de Terres, la Llei de Pesca i la Llei d'Hidrocarburs.
Durant el mandat de Chávez Veneçuela reforçà els llaços amb la Comunitat Andina de Nacions (CAN) i s'integrà al Mercosur, un tractat internacional de cooperació econòmica en l'àmbit de l'Amèrica del Sud.

### Mobilització de l'oposició i cop d'estat contra Chávez
Amb l'aprovació de les «lleis habilitants»" l'oposició es mobilitza de forma espectacular, especialment a partir de la fi de l'any 2001, i aconsegueix agrupar des de la patronal FEDECAMARAS fins al sindicat Confederació de Treballadors de Veneçuela (CTV), passant per diverses organitzacions civils, la conferència episcopal i per la pràctica totalitat dels mitjans de comunicació privats del país. Es produeixen repetides manifestacions opositores multitudinàries, a les que el govern respon també amb convocatòries massives.
La tensió augmenta i alguns militars criden públicament a desobeir al president Chávez. El 9 d'abril de 2002 la CTV i FEDECAMARAS convoquen una vaga general a tot el país, vaga que, tot i tenir un seguiment desigual, adoptarà l'endemà un caràcter indefinit. L'11 d'abril la CTV i FEDECAMARAS convoquen una manifestació pacífica a Caracas que reuneix centenars de milers de persones per tal d'exigir la renúncia de Chávez. Paral·lelament els partidaris del president també es concentren massivament als voltants del Palau de Miraflores, seu de l'executiu.
La manifestació de l'oposició es desvia del recorregut autoritzat i avança en direcció al Palau de Miraflores. Quan les dues manifestacions (opositora i progovernamental) estan a punt de confluir a l'encreuament del Puente Llaguno amb l'Avinguda Baralt s'esdevé un tiroteig que causa més d'una desena de víctimes.
L'oposició fa caure el senyal de l'única cadena pública de televisió (Venezolana de Televisión, coneguda popularment com a Canal 8). Les imatges dels morts i ferits i són àmpliament difoses per totes les televisions privades del país, acompanyades d'un pronunciament de la cúpula militar, i precipiten que l'exèrcit envolti el palau presidencial i que en Chávez s'hagi d'entregar sota l'amença de ser bombardejat (posteriorment en el judici sobre aquests fets es demostraria que la majoria dels morts en el tiroteig eren manifestants pro-Chávez, que les imatges televisives havien estat manipulades i que el pronunciament militar colpista havia estat pregravat abans del tiroteig. Així mateix, tot sembla indicar que els trets van tenir l'origen en franctiradors de la Policia Metropolitana, comandada en aquell temps per l'alcalde metropolità opositor Alfredo Peña, amb l'objectiu de desencadenar el cop d'estat, si bé aquests darrers extrems encara no han pogut ser confirmats plenament. D'altres versions apunten que el tiroteig va ser un foc creuat entre partidaris i opositors de Chávez; o bé que els trets van sorgir de l'exèrcit).
Paral·lelament i al·legant un "buit de poder" el president de FEDECAMARAS, l'empresari Pedro Carmona Estanga s'autoproclama president de la República amb el suport de la CTV, d'organitzacions civils i de les jerarquies militar i catòlica. Es consuma el cop d'estat.
Carmona inicia una forta repressió contra els partidaris de Chávez que causarà desenes de víctimes mortals en les escasses 48 hores que romandrà en el poder, diversos diputats són arrestats i l'ambaixada cubana és assetjada. Les seves primeres mesures són la derogació, per Decret, de la Constitució de 1999, la dissolució del parlament, i la destitució dels càrrecs més importants de la República, des dels magistrats del Tribunal Superior de Justícia fins al Defensor del Poble.

### Reacció popular i restauració de la democràcia

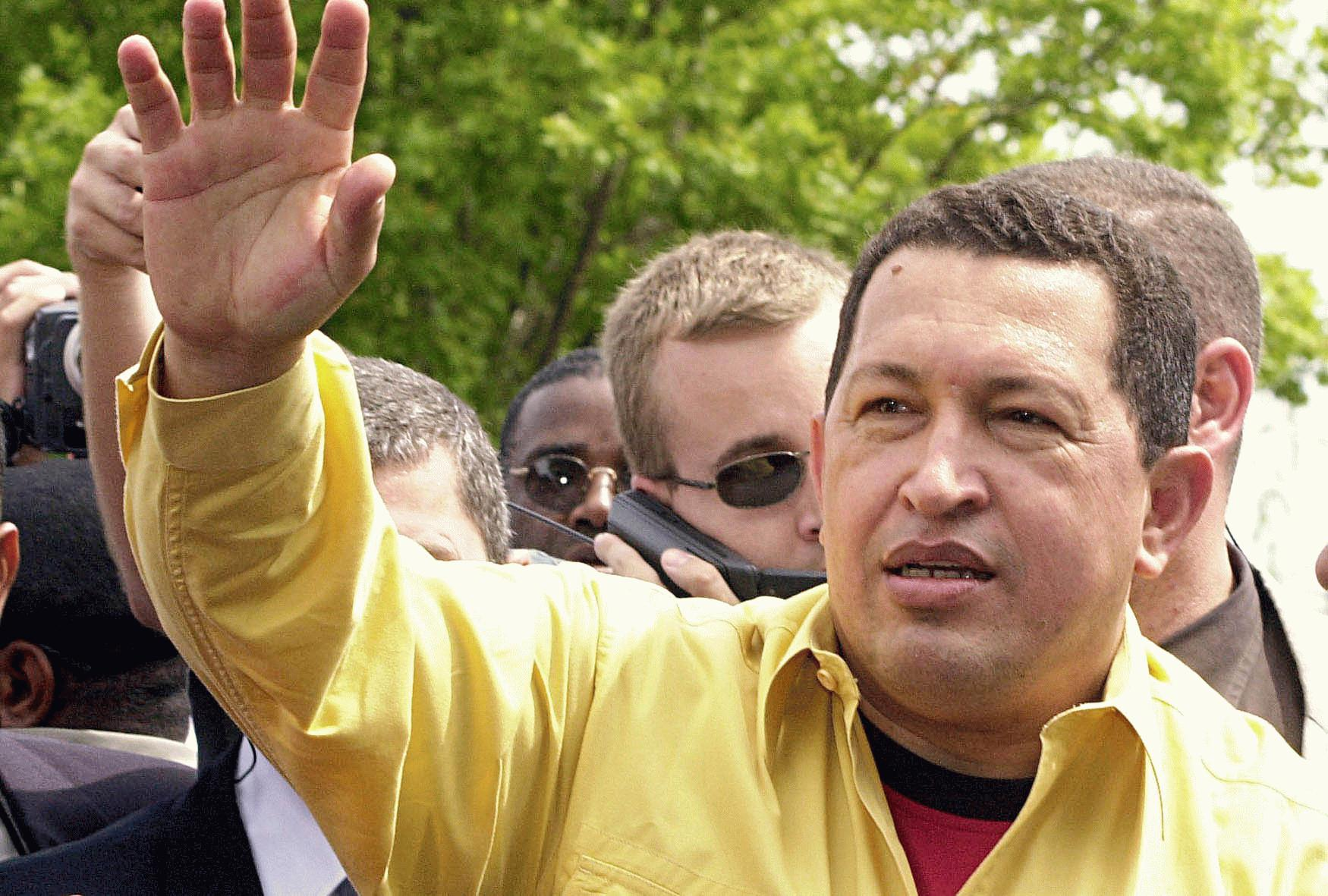
Hugo Chávez al 2003

Tanmateix, tot i que els Estats Units (sota la presidència de George W. Bush) i Espanya (sota la presidència d'Aznar) s'afanyen a reconèixer el govern de Carmona, els països llatinoamericans i la resta de la comunitat internacional es neguen a reconèixer la legitimitat del nou govern.
Paral·lelament els dies 12 i 13 d'abril milers de persones provinents majoritàriament dels cerros (barris populars d'habitatges precaris autoconstruïts), on els partidaris de Chávez són àmplia majoria, es mobilitzen cada vegada de forma més massiva i van encerclant les instal·lacions militars. Tot i el silenci absolut dels grans mitjans de comunicació (que transmetien una imatge de normalitat i reconeixien el nou govern), les concentracions de suport a Chávez i al règim constitucional esdevenen multitudinàries en poques hores, convocades per les ràdios comunitàries que han resistit a la repressió i pels treballadors del transport en motocicleta que recorren la capital donant suport a Chávez i traslladant les comunicacions de la resistència. Així mateix, alguns sectors de l'exèrcit, com la brigada paracaigudista de Maracay, comandada pel general Raúl Baudel, es neguen a reconèixer el nou govern.
El 13 d'abril la mobilització de suport popular en favor de Chávez és tan important que Carmona i el seu govern abandonen a correcuita el palau de Miraflores. El vicepresident del Govern de Chávez, Diosdado Cabello jura el càrrec com a president provisional davant del president del Parlament Wiliam Lara i ordena a les tropes lleials que alliberin Chávez (que havia estat traslladat a una petita illa sota control dels rebels i incomunicat). Els treballadors del Canal 8 aconsegueixen tornar a emetre. Poques hores després Chávez retorna en helicòpter a Miraflores aclamat per la multitud concentrada davant del palau, només 47 hores després del cop d'estat.
En el seu primer discurs televisat després del cop d'estat, Chávez fa una crida a la calma, al diàleg i a la reconciliació, garanteix que no emprendrà una "cacera de bruixes" i fa una crida a l'oposició perquè s'expressi per canals democràtics. Els sectors més radicals que donen suport a les polítiques del govern van criticar durament aquest discurs entenent que Chávez s'havia mostrat massa conciliador amb aquells que havien volgut enderrocar-lo per la força.

### L'aturada petroliera i la guarimba

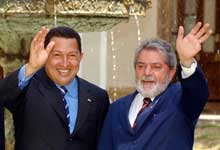
Hugo Chávez (esquerra) amb el president del Brasil, Luiz Inácio "Lula" da Silva

Recuperat el poder, Chávez reprèn les reformes iniciades, fet que mobilitza novament l'oposició que ara opta per convocatòries sectorials. Així des del 2 de desembre 2002 fins als gener de 2003 té lloc una vaga a la primera empresa del país: Petrolis de Veneçuela (PDVSA). Aquesta convocatòria d'aturada petroliera (paro petrolero en castellà), que no complia amb tots els requisits legals, té una incidència escassa en els treballadors de base, però un ampli seguiment entre els enginyers i els gerents que veien amenaçada la seva posició a l'empresa davant els canvis que Chávez volia introduir en la direcció. Hi ha importants manifestacions opositores i la vaga s'allarga durant dos mesos deixant gairebé a zero la capacitat de producció de PDVSA. La vaga pren formes més agressives i part del sistema informàtic de l'empresa, així com diversos pous de petroli, són sabotejats.
Atès que la majoria d'ingressos del país provenen de PDVSA ràpidament escassegen els béns de primera necessitat i es formen llargues cues per adquirir els articles més bàsics. Així mateix, fruit d'aquesta situació, Veneçuela té problemes per complir amb els contractes internacionals de subministrament de petroli fet que podria comportar sancions econòmiques molt importants.
La majoria de la població però suporta les privacions fins que els treballadors de base de PDVSA recuperen el control de l'empresa i la tornen a posar en funcionament, ajudats per personal tècnic qualificat que han enviat altres països de l'OPEP, principalment l'Iran i Algèria. Per la seva part el recentment nomenat president del Brasil, el progressista Lula da Silva, avança a Veneçuela el petroli suficient perquè aquesta pugui fer front als contractes internacionals que estan a punt de vèncer. El govern de Chávez se salva novament in extremis.
En contrast amb la seva actuació després del cop d'estat contra el seu govern, aquesta vegada Chávez reacciona amb contundència i, en una acció molt criticada, acomiada públicament milers d'alts càrrecs de PDVSA acusant-los d'haver sabotejat la principal empresa del país. L'economia veneçolana tardarà mesos a recuperar-se de les incidències de la vaga. A la llarga però el govern de Chávez, una vegada expulsada la cúpula gerencial, aconsegueix controlar la principal font d'ingressos del país, que fins llavors se li havia resistit, el que permetrà posar en marxa el conjunt de programes socials anomenats missions.
L'oposició, ja molt dividida sobre la conveniència o no d'utilitzar mètodes no institucionals per tal d'enderrocar el govern progressista d'en Chávez, encara realitzarà un altre intent de subversió la primavera del 2004 mitjançant la guarimba una guerrilla urbana de baixa intensitat focalitzada principalment a les urbanitzacions de classe alta, estratègia que fracassarà, entre altres motius, perquè rebrà el rebuig de les mateixes classes socials que conformen el gruix de l'aliança opositora. Així mateix la guarimaba allunyarà de les tesis opositores una part de la classe mitjana que, fins llavors, li havia donat suport.

### Posada en funcionament de lesmissions

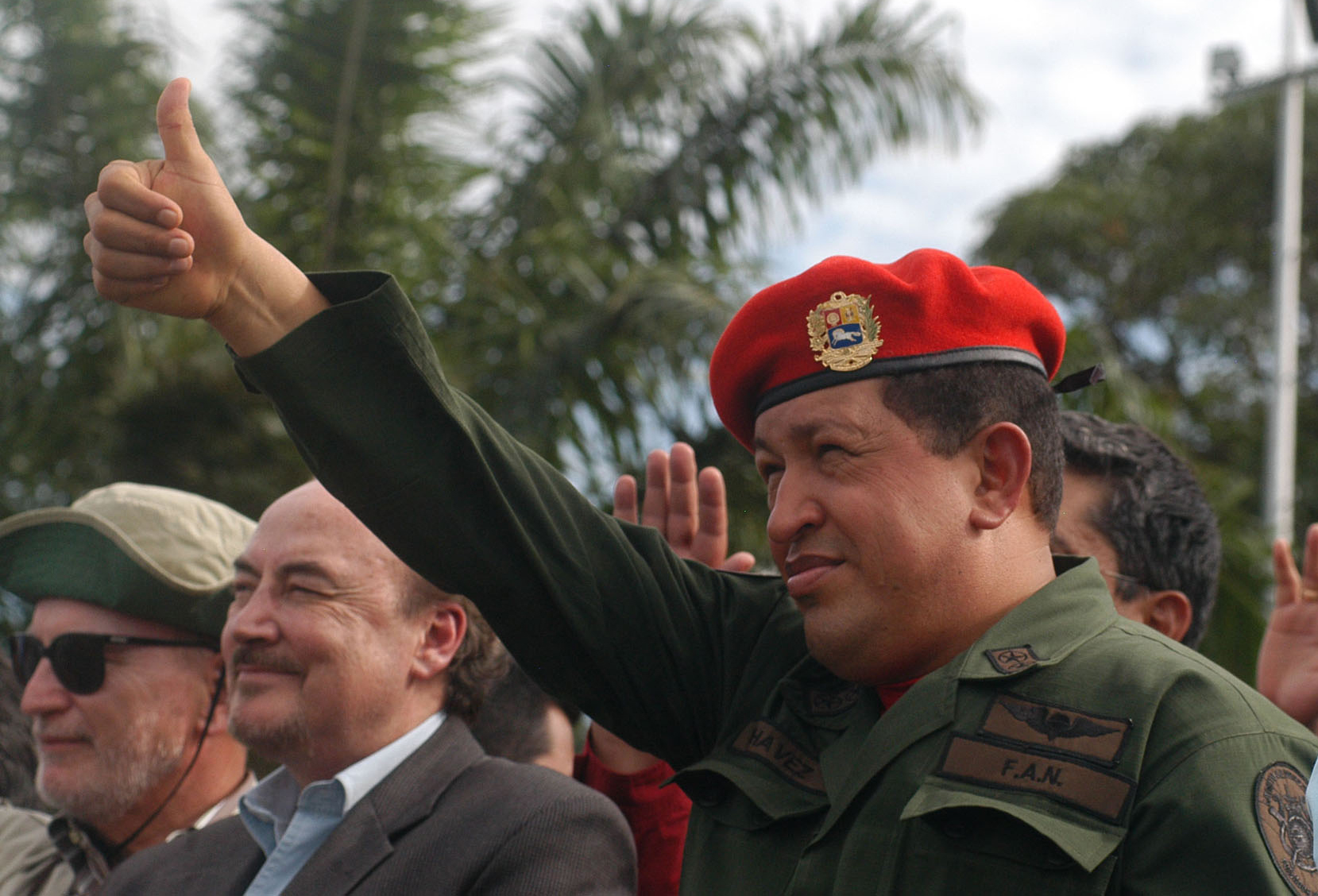
Hugo Chávez

Recuperats per a l'estat els ingressos de PDVSA, a mitjans del 2003 Chávez comença a implantar un ambiciós conjunt de programes socials anomenats missions. Entre les més destacades trobem: 
- Missió Barri Endins (Barrio Adentro en castellà) encarregada de portar l'atenció sanitària fins llavors inexistent als barris populars i a les comunitats rurals, que s'articula principalment a través d'un conveni amb Cuba en el que aquest país aporta milers de metges que de forma voluntària s'instal·len durant dos anys als barris populars de Veneçuela per prestar atenció primària, a canvi de preus preferents per a Cuba en el petroli veneçolà. Amb aquest programa s'ha assolit una ràtio d'un metge o metgessa per cada 1200 habitants.

- Missió Robinson d'alfabetització mitjançant mètodes audiovisuals amb suport de professorat voluntari (aquest programa en els darrers dos anys ha alfabetitzat prop d'un milió i mig de persones i està a punt d'erradicar l'analfabetisme a Veneçuela).

- Missió Identitat encarregada de censar els milions de persones que fins llavors no existien per a l'estat i no tenien cap mena de dret reconegut (ni tan sols el dret de vot).

- Missió Mercal de subministrament d'aliments de primera necessitat a baix preu per a les classes més desafavorides.

Per citar només alguns exemples. Així mateix, després de l'aturada petroliera, Chávez va disposar que diversos edificis moderns i equipats que fins llavors eren utilitzats pels gerents de PDVSA passessin a ser les seus de la Universitat Bolivariana de Veneçuela, encarregada de donar accés a la universitat a les classes més desafavorides.

### El referèndum revocatori contra Chávez
Finalment l'oposició opta per la via institucional per intentar deposar el president Chávez. Utilitzant un mecanisme de democràcia participativa contingut a la Constitució de 1999.
L'article 72, introduït a proposta de Chávez, disposa que mitjançant una recollida d'un nombre de signatures igual al 20% del cens electoral es pot forçar la convocatòria d'un referèndum sobre la continuïtat o no del president en el càrrec.
Després d'un turbulent procés de recollida de signatures amb acusacions creuades d'entrebancs per part del govern i de falsificació de signatures per part de l'oposició, el Consell Nacional Electoral va determinar que s'havia assolit la xifra necessària per convocar el referèndum sobre la continuïtat o no de Chávez en el seu càrrec; convocant el referèndum revocatori per al 15 d'agost de 2004.
En el procés electoral amb més alta participació de la història de Veneçuela, i amb ciutadans que van haver de fer hores de cua (fins a tres quilòmetres en els barris populars) a causa de la massiva afluència de votants, prop del 60% dels electors es va mostrar partidari de la continuïtat de Chávez en el càrrec fins al final del seu mandat el 2006, mentre que prop del 40% va votar per revocar-lo del seu càrrec.
Tot i les denúncies de frau electoral que va formular l'oposició, la totalitat dels observadors internacionals van avalar els resultats, fins i tot aquells observadors que havia proposat l'oposició, com el Centre Carter i l'Organització d'Estats Americans.
A final de 2004 es van celebrar eleccions per als governadors dels estats de la república. Els candidats que comptaven amb el suport de Chávez es van imposar en 20 dels 22 estats. El desembre del mateix any Chávez va declarar públicament que calia construir un nou socialisme de base democràtica i participativa, el socialisme de segle xxi.
Luís Tascón, diputat del MVR va fer pública a internet la llista de signants per la revocació de Chávez, coneguda com a Lista Tascón, fet que va provocar dures crítiques des de l'oposició que al·legava que aquesta llista seria utilitzada per discriminar els opositors. L'abril de 2005 Chávez va ordenar la retirada de la llista i es va manifestar en contra de la seva utilització, i el diputat va ser sancionat pel MVR. Els partidaris del president Chávez al seu torn també han denunciat la utilització de llistes similars respecte a les persones que van signar per la revocació dels diputats trànsfugues escollits en les llistes del MVR i que poc després es van passar a l'oposició.
Durant el mandat de Chávez Veneçuela ha reforçat els llaços amb la Comunitat Andina de Nacions (CAN) i s'ha integrat al Mercosur, un tractat internacional de cooperació econòmica en l'àmbit de l'Amèrica del Sud. Així mateix, sota l'impuls de Veneçuela ha començat a emetre Telesur, una cadena de televisió informativa que compta amb el suport de diversos estats llatinoamericans.

## Tercer mandat (2006-2013)
A les eleccions presidencials del 3 de desembre de 2006, amb una alta participació, Chávez va ser revalidat en el càrrec superant el 62% dels vots, molt per davant del candidat unitari de l'oposició, el governador de l'estat de Zulia, Manuel Rosales. A diferència del que havia passat en anteriors ocasions, Rosales va acatar els resultats i va admetre la seva derrota.

### La polèmica amb el Rei d'Espanya
Durant un debat a la XVII Cimera Iberoamericana que es va celebrar el novembre del 2007 a Santiago de Xile, Chávez va protagonitzar una agra polèmica amb el rei Joan Carles I d'Espanya i el president d'aquest mateix estat, José Luís Rodríguez Zapatero. El president veneçolà va titllar l'expresident espanyol José María Aznar de feixista i, mentre Zapatero li demanava respecte per un president elegit democràticament pels espanyols, Chávez l'interpel·lava constantment insistint en el fet. Això va enfurismar el Rei d'Espanya, el qual li va deixar anar el comentari ¿Por qué no te callas? (Per què no calles?). Aquesta expressió va ser adoptada per l'oposició veneçolana com a lema, i Chávez va criticar a Joan Carles I els dies posteriors als fets, retraient-li la supèrbia espanyola des dels temps de la colonització.

## Quart mandat (gener-març de 2013)
Guanyà per quart cop les eleccions presidencials celebrades el 7 d'octubre de 2012 davant d'Henrique Capriles, amb un mandat que havia de durar sis anys més. No obstant Chavez no va poder assistir a la presa de possessió que hauria hagut de celebrar-se el 10 de gener de 2013 perquè es trobava rebent tractament mèdic a l'Havana.

## Batalla contra el càncer i mort
Va ser operat el 10 de juny a l'Havana per una inflamació a la pelvis, sense fer cap compareixença pública fins a l'1 de juliol de 2011, quan va admetre en un discurs televisat que tenia càncer.
Després d'una nova operació i tractament contra el càncer a Cuba l'11 de desembre de 2012, va tornar a Veneçuela on va restar hospitalitzat sense tornar a la vida política fins a la seva mort el 5 de març de 2013.